# Arco de Trajano (Benevento)

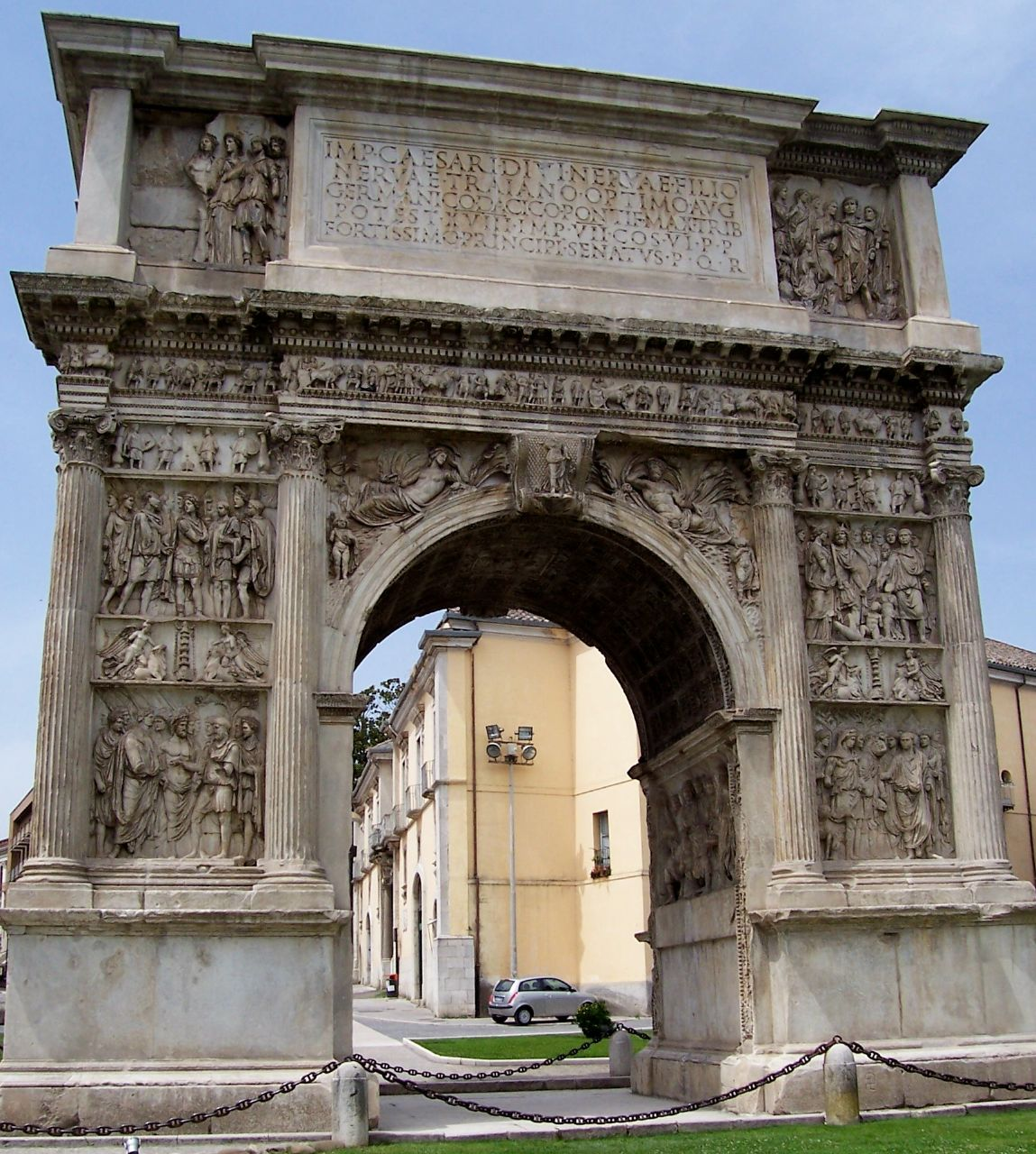
O Arco de Trajano

O Arco de Trajano em Benevento, Itália, é o principal arco de triunfo erguido pelo senado de Roma em honra do imperador Trajano.
Foi construído em pedra calcária e revestido de mármore entre 114 e 117 e está em excepcional estado de conservação. O arco marcou a abertura da Via Trajana, uma estrada que encurtava o caminho entre Roma e Brindisi. Tem 15,6 m de altura, 8,6 m de largura e apenas um vão. Em ambas as fachadas existem colunas e suas paredes mostram diversos painéis em relevo ilustrando cenas de sua vida, que são dos melhores exemplares de escultura histórica de seu período.